# Culiseta arenivaga
Culiseta arenivaga är en tvåvingeart som beskrevs av E. Sydney Marks 1968. Culiseta arenivaga ingår i släktet Culiseta och familjen stickmyggor. Inga underarter finns listade i Catalogue of Life.